# Hexacanalis govindi
Hexacanalis govindi is een lintworm (Platyhelminthes; Cestoda). De worm is tweeslachtig. De soort leeft als parasiet in andere dieren.
Het geslacht Hexacanalis, waarin de lintworm wordt geplaatst, wordt tot de familie Lecanicephalidae gerekend. De wetenschappelijke naam van de soort werd voor het eerst geldig gepubliceerd in 2003 door Wankhede.